# 原樺山資紀銅像基座
原樺山資紀銅像基座，是位於臺灣基隆市中正區的銅像基座遺跡，由井手薰設計，因紀念第一任臺灣總督樺山資紀而修建。目前尚未具有文化資產身份。 

## 歷史
原樺山資紀銅像基座設置於原基隆車站廣場，為紀念第一任臺灣總督樺山資紀，於大正4年（西元1915年）1月以紀念其推行基隆築港案，由全台地方仕紳發起設立，發起人代表為辜顯榮，以及林熊徵、林景仁、林彭壽、林祖壽、李春生、陳中和、陳鴻鳴、楊鵬搏、許廷光、楊吉臣、林獻堂、林月汀，其文如下：

夫開疆展土固臣職之當然，而崇德報功亦民情所難以，竊以前臺灣總督伯爵樺山資紀當明治二十八年六月奉 命領臺開始行政時，則殘兵土匪互相煽動民眾懷疑，不安其業。幸蒙 樺山閣下恩威並用，勦撫兼施，不數月之間而全臺底定。且又仰體

天皇陛下仁聖之心，以撫綏懷柔為長策。爰能載戟干戈，民樂其生，德澤在人謳歌勿替迄今，共樂雍熙，沐浴文化，得享昇平之福，而為盛世良民以。視鄰邦騷亂，風鶴頻驚，悉啻霄壤。居安思危，焉不追懷于開臺第一之總督乎？於是南北紳民謀塑銅像樹之基隆，以表彰功德永垂不朽理。合聯名秉請，並附募集方法書各二，通瀆陳 台鑒，伏祈撫順輿情，準其建設。實為德便不勝戰慄翹禱之。至謹此稟聞。
　　　　　　
大正四年一月二十日　發起人 辜顯榮、林熊徵、林景仁、林彭壽、林祖壽、李春生、陳中和、陳鴻鳴、楊鵬搏、許廷光、楊吉臣、林獻堂、林月汀

基座由井手薰設計，銅像由齋藤靜美製作，高石組承包。大正6年（西元1917年）3月18日舉行揭幕儀式，當時除作為銅像基座功能外，該設施也作為水池及花圃使用。更與基隆驛、日本郵船基隆支店、大阪商船基隆支店和合同廳舍同一街區相毗鄰，對於基隆航運及門戶地標具有特殊地位。
第二次世界大戰期間，銅像疑因「應召出征」而遭日軍熔解。戰後初期，先立臺灣與船錨結合的意象裝飾「劉銘傳紀念碑」。民國51年（西元1962年）10月31日，為祝壽中華民國總統蔣介石，基隆市政府調高銅像基座碑座，並在基座上方設立蔣銅像，而下方「民族救星」字樣由于右任題字。
基隆市政府於2021年初推動「國門廣場」工程，基隆市市長林右昌表示，國門廣場應具公共性、而非紀念性或儀式性空間。於是蔣公銅像在3月3日被基隆市政府工務處拆除，而銅像在吊車拉起時斷為三節，將於修復後送往桃園市慈湖；第三勢力333政黨團結聯盟群眾因此至基隆地檢署，控告林右昌涉嫌《中華民國刑法》毀損罪、叛亂罪等。銅像基座因歷史價值因素，基隆市政府曾安排文化資產審議委員勘查，基座位址套繪國門廣場規劃設計圖進行分析；後在保存與發展的考量下，採先行異地保存，最終暫時遷移至清法戰爭紀念園區，至今未有任何文化資產身份。